# Shop Boyz
Shop Boyz é uma banda de hip-hop dos EUA, formado em 2004, na cidade de Atlanta, Geórgia.